# Diplôme préparatoire aux études comptables et financières
Le diplôme préparatoire aux études comptables et financières (DPECF) était avec le Diplôme d'études comptables et financières (DECF), le Diplôme d'études supérieures comptables et financières (DESCF) et le diplôme d'expertise comptable (DEC) un des quatre diplômes nécessaires à l'exercice de la profession d'expert-comptable.

## Présentation
Il était de niveau III dans la classification de l'Éducation nationale.
Le diplôme préparatoire aux études comptables et financières, le DECF et le DESCF sont remplacés par deux nouveaux diplômes à partir de 2007 : le diplôme de comptabilité et de gestion  et le diplôme supérieur de comptabilité et de gestion.
Ce diplôme était obtenu par la validation de 5 unités de valeurs (UV) :
- UV 1 : Introduction au droit de l'entreprise
- UV 2 : Économie
- UV 3 : Mathématiques et informatique
  - UV 3a : Mathématiques
  - UV 3b : Informatique
- UV 4 : Comptabilité
- UV 5 : Dissertation et langue vivante 
  - UV 5a : Langue vivante
  - UV 5b : Dissertation